# Centre du commerce international
Pour les articles homonymes, voir CCI et ITC.
Le Centre du commerce international (CCI, ou International Trade Centre, ITC) est une agence conjointe de l’Organisation mondiale du commerce et de l'Organisation des Nations unies fondée en 1964.
En tant que partenaire du développement pour le succès des exportations des petites entreprises, le CCI a pour objectif d’aider les pays en développement et en transition à parvenir au développement humain durable grâce aux exportations.

## Direction
Depuis juillet 2020, le centre est dirigé par la Jamaïcaine Pamela Coke-Hamilton.

## Projets
Le 31 janvier 2022, un forum régional de renforcement de capacités des micro, petites et moyennes entreprises de la filière manioc, en partenariat avec le CCI, s'est tenu à Yaoundé. Il a notamment permis aux entreprises de la filière manioc du Cameroun de partager leurs expériences.